# Боткін Євгеній Сергійович
Євгеній Сергійович Боткін (27 травня 1865, Царське Село — 17 липня 1918, Єкатеринбург) — російський лікар, дворянин; син засновника наукової медицини в Російській імперії, відомого російського лікаря-терапевта — Сергія Петровича Боткіна.
Був особистим лікарем Романових. Розстріляний разом з царською сім'єю 1918 року під Єкатеринбургом.
У 1981 році Російською православною церквою закордоном зарахований до лику святості «мученики».